# Mistrzostwa Azji w Chodzie Sportowym 2009
Mistrzostwa Azji w Chodzie Sportowym 2009 – zawody lekkoatletyczne, które odbyły się 15 marca w japońskim mieście Nomi. Rozegrano chód na 20 kilometrów kobiet i mężczyzn.

## Rezultaty
| Konkurencja:           | Złoto          | Wynik   | Srebro      | Wynik   | Brąz           | Wynik   |
| Chód na 20 km mężczyzn | Li Jianbo      | 1:20:38 | Yu Wei      | 1:20:41 | Park Chil-sung | 1:20:45 |
| Chód na 20 km kobiet   | Masumi Fuchise | 1:30:49 | Kumi Otoshi | 1:31:42 | Li Yanfei      | 1:32:16 |

## Klasyfikacja medalowa
| Miejsce | Kraj             | Złoto | Srebro | Brąz | Razem |
| 1.      | Chiny            | 1     | 1      | 1    | 3     |
| 2.      | Japonia          | 1     | 1      | 0    | 2     |
| 3.      | Korea Południowa | 0     | 0      | 1    | 1     |
| Suma    | Suma             | 2     | 2      | 2    | 6     |